# Двойное видение (фильм, 2002)
«Двойное зрение» (англ. Double Vision) — кинофильм. В 2002 году фильм был показан в разделе «Особый взгляд» Каннского кинофестиваля.

## Сюжет
На Тайване происходит ряд убийств. Все жертвы умирают загадочным образом. Президент химической корпорации «Тайфенг» — от утопления, сидя в кресле своего кабинета, любовница сенатора — от сильных ожогов, священнику местной церкви вспороли живот. Для оказания помощи в расследовании преступлений из Америки прилетает специальный агент ФБР Кевин Рихтер, к которому приставляют местного полицейского Хуан Хоту, находящегося в непростых отношениях со своими коллегами. У всех жертв в мозге и носовой полости обнаружена плесень, попавшая туда загадочным образом. Анализ плесени, сделанный в ФБР, показал, что это доселе неизученная форма жизни — вирусный грибок, который паразитирует в мозгу, попав туда через носовую полость. Между тем происходит четвёртое убийство.

## В ролях
| Актёр           | Роль                   |
| --------------- | ---------------------- |
| Тони Люн Ка-фай | Хуан Хоту              |
| Дэвид Морс      | агент ФБР Кевин Рихтер |
| Рене Лю Жоин    | Цинфан                 |
| Леон Дай        | Ли Фенг-Бо             |

## Награды и номинации
Награды
- 2003 — «Гонконгская кинопремия» в категории «Лучшая актриса второго плана»[2].
- 2003 — «Asian Film Critics Association Awards» в категории «Лучшая актриса второго плана».